# Bir Hima
Bir Hima (àrab: بئر حما, Biʾr Ḥimā) és un jaciment d'art rupestre a la província de Najran, al sud-oest de l'Aràbia Saudita, a uns 200 km al nord de la ciutat de Najran. Aquest jaciment pertany al Paleolític i al Neolític, un període comprés entre el 7000 i el 1000 abans de la nostra era. Bir Hima té moltes depressions semblants des del nord d'Aràbia fins al Iemen.
Al juliol del 2021, l'àrea fou designada part del Patrimoni de la Humanitat de la UNESCO de l'Aràbia Saudita com l'Àrea Cultural de Ḥimā.

## Història
L'antiga ocupació humana d'aquest hàbitat s'atribueix als seus recursos de vida salvatge, d'aigua i al terreny calcari. L'art rupestre d'Aràbia Saudita, que s'ha valorat els darrers anys, és considerat entre els més rics del món juntament amb altres exemples d'Austràlia, l'Índia i Sud-àfrica. La zona fou explorada per l'expedició Philby-Ryckmans-Lippen del 1951 i publicada per E. Anati (1969-72). Aleshores es comprovà que les imatges de les roques inscrites en la formació de gres, es podien datar d'entre el 300 i el 200 abans de la nostra era. El seu ric patrimoni de petròglifs rupestres no va cridar pas l'atenció del Departament d'Antiguitats d'Aràbia Saudita fins al 1976, quan es van investigar Jubba i altres jaciments. Un dels membres de l'expedició que estudià aquesta forma d'art trobà un jaciment a l'oest dels antics pous de Bir Hima, i hi va enregistrar 250 imatges.

## Troballes
Bir Hima és un antic jaciment amb restes del Paleolític i Neolític situat al nord de Najran, classificat com a jaciment del Paleolític inferior o olduvaià. A part de petròglifs, també s'hi han trobat estris de talla per fer-los (en forma d'eines de picat o de còdols), fets de materials com ara quarsita, andesita i sílex. Les imatges semblen haver estat inscrites amb bronze. Els petròglifs observats, quan es trobaren en la dècada dels 1950, representaven dagues i espases, arcs amb fletxes amb puntes transversals, espases de falç i bastons llancívols. Aquestes representacions s'interpretaren com a símbols de l'animisme espiritual.
Bir Hima, com a part de Najran, és un tresor de petròglifs, eclipsat només pels trobats a la regió de Jubba. Ací s'han identificat 100 jaciments. A la zona de Najran, s'han registrat fins a 6.400 il·lustracions humanes i animals, que inclouen més de 1.800 camells i 1.300 figures humanes. En aquest important jaciment d'art rupestre, a més a més de representacions d'éssers humans, girafes i altres animals, també hi ha inscripcions del segle vi de Yússuf Dhu-Nuwàs, un rei himiarita que va ocupar Najran. En el jaciment 217-44 es trobaren fragments articulats de camell. Tot i que els seus gravats deuen ser molt anteriors als de paleta dels caçadors, el guerrer Bir Hima, armat amb arc, és quasi idèntic als humans de la paleta dels caçadors. També s'han trobat milers d'inscripcions en diferents alfabets, com ara l'alfabet al-musmad, l'arameu-nabateu, l'àrab meridional, el grec i l'àrab.

## Galeria

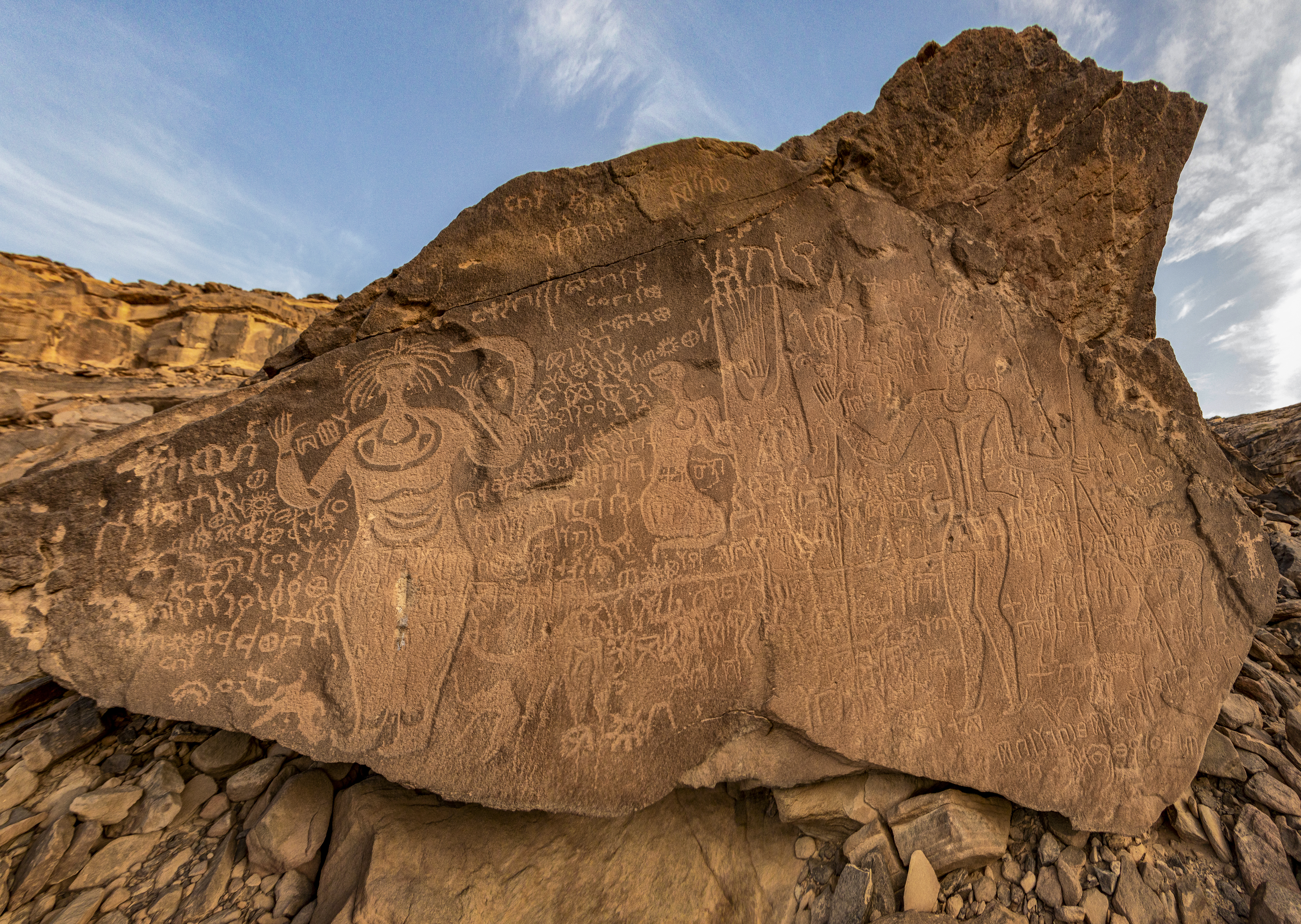
Inscripció dels ballarins
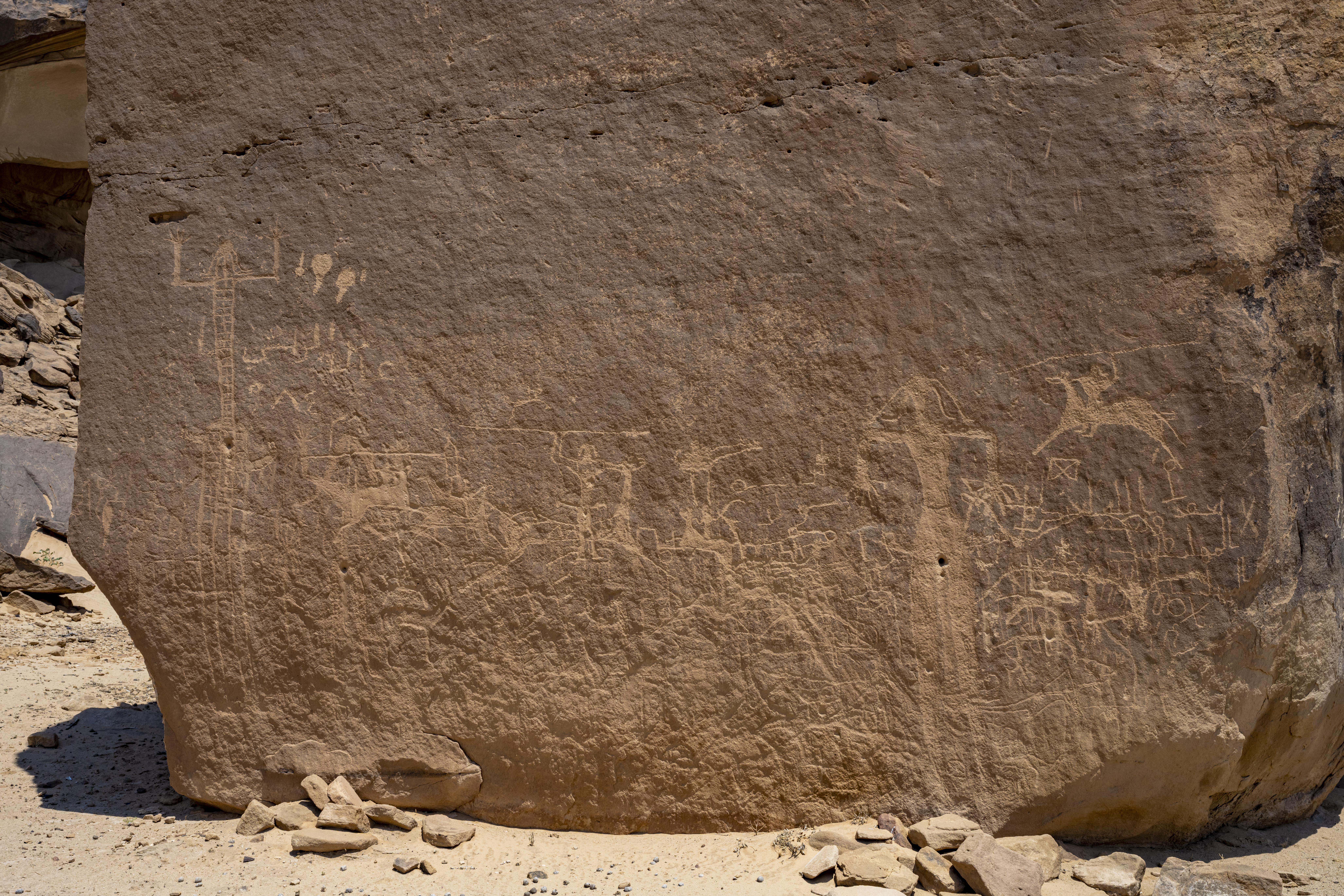
Panorama de l'Àrea Cultural de Hima
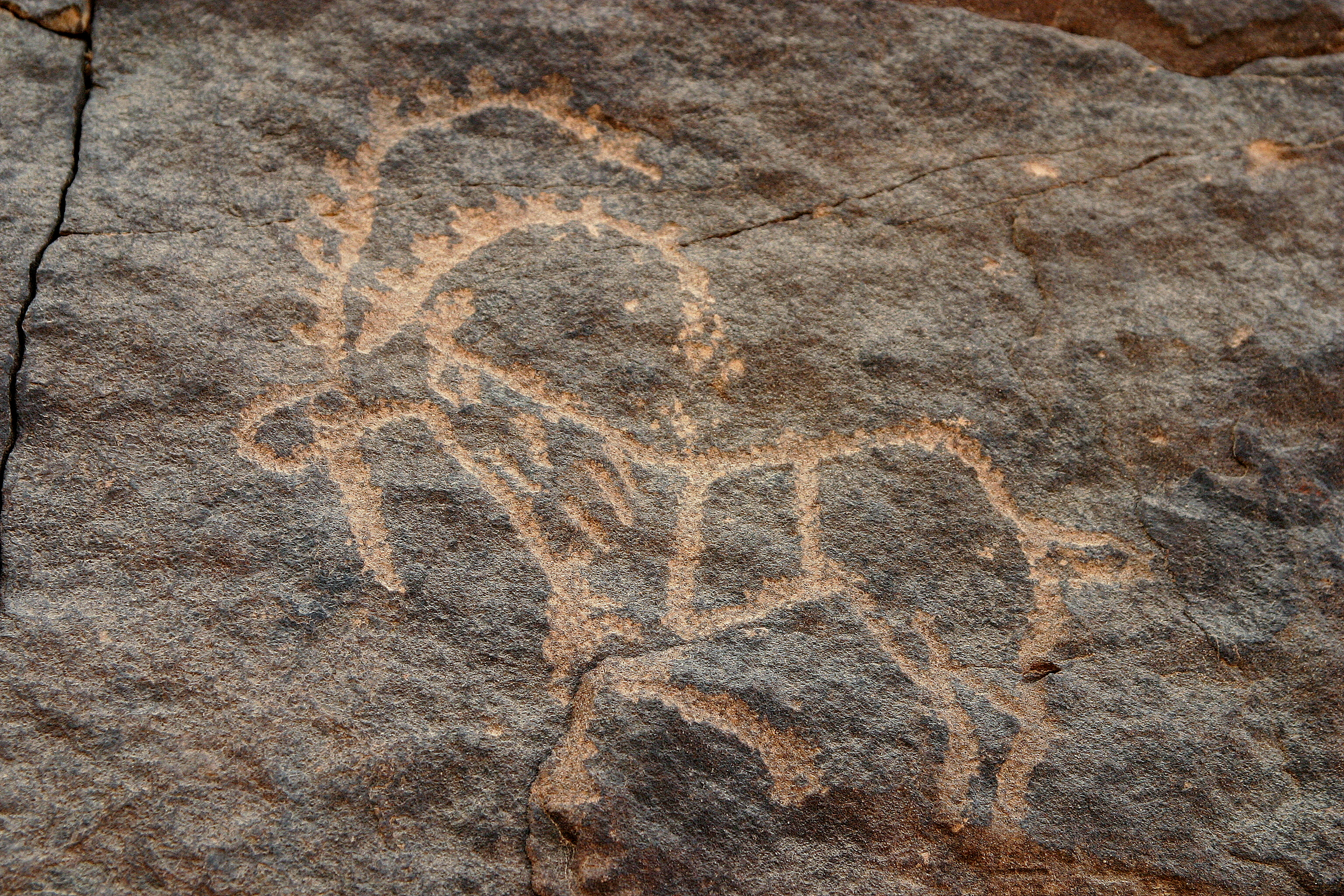
Petròglif de Bir Hima
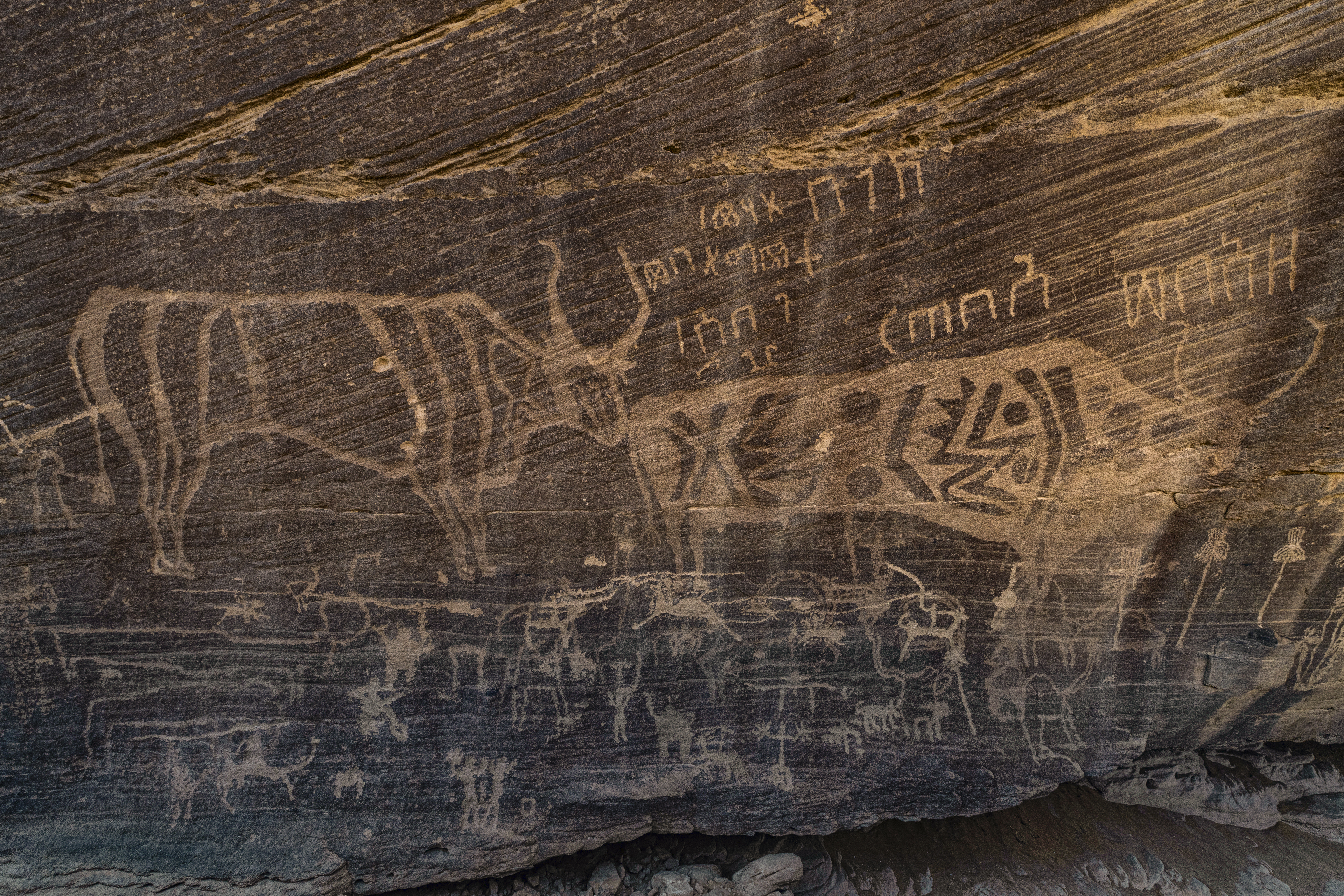
Inscripcions de Minshaf
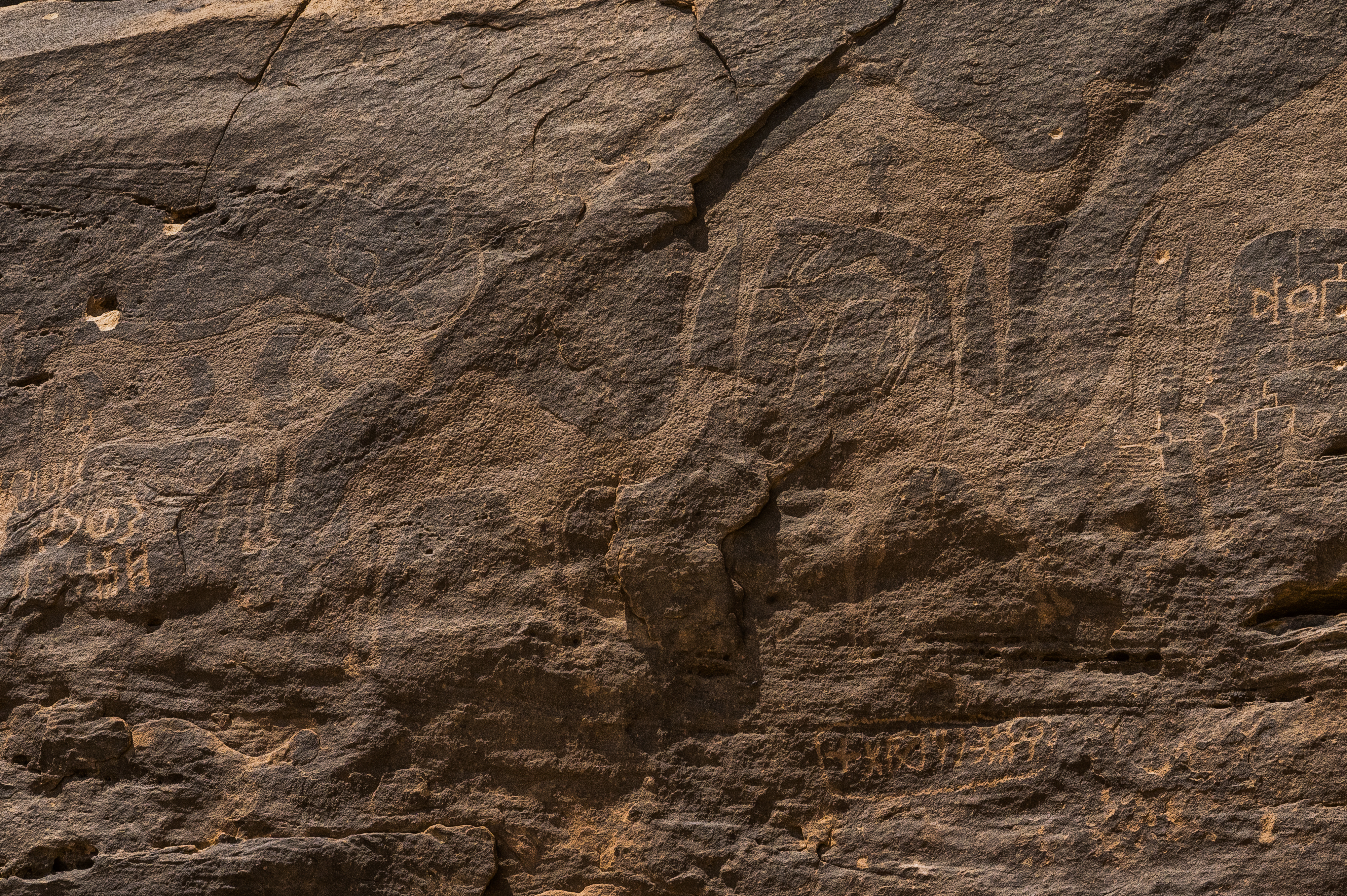
Inscripció de Shasaa
Inscripcions de la muntanya Hima